# Kathleen Byron
Kathleen Byron, pseudonimo di Kathleen Elizabeth Fell (Londra, 11 gennaio 1921 – Londra, 18 gennaio 2009), è stata un'attrice inglese.

## Biografia
Formatasi all'Old Vic Theatre School di Bristol, ottenne il suo primo ruolo nel film Il nemico di Napoleone (1942) di Carol Reed, in cui aveva due battute nei panni di una cameriera al fianco di Robert Donat.
Fu decisivo per la Byron l'incontro con Michael Powell e Emeric Pressburger, i quali la fecero partecipare ad alcuni dei loro film più celebri: Scala al paradiso (1946), I ragazzi del retrobottega (1949) e soprattutto Narciso nero (1947), nel quale interpretò la folle suora Ruth. In quello stesso periodo fu anche legata sentimentalmente con Michael Powell.
Tra gli anni sessanta e gli anni settanta si dedicò alla recitazione in prodotti per la televisione, come la serie Edoardo VII principe di Galles. Ritornò al cinema, tra il Regno Unito e gli Stati Uniti, negli anni novanta.

### Vita privata
Nel 1943 sposò il tenente John Daniel Bowen, pilota della USAAF, con il quale si trasferì negli Stati Uniti. Il matrimonio terminò con il divorzio nel 1950.
Nel 1953 sposò il suo secondo marito, lo scrittore britannico Alaric Jacob, giornalista per la BBC; i due ebbero un figlio e una figlia.
Morì il 18 gennaio 2009 a Londra, all'età di 88 anni, per la malattia di Alzheimer.

## Filmografia parziale

### Cinema
- Il nemico di Napoleone (The Young Mr Pitt), regia di Carol Reed (1942)
- Scala al paradiso (A Matter of Life and Death), regia di Michael Powell ed Emeric Pressburger (1946)
- Narciso nero (Black Narcissus), regia di Michael Powell ed Emeric Pressburger (1947)
- I ragazzi del retrobottega (The Small Back Room), regia di Michael Powell ed Emeric Pressburger (1949)
- La grande passione (I'll Never Forget You), regia di Roy Ward Baker (1951)
- La regina vergine (Young Bess), regia di George Sidney (1953)
- La notte delle streghe (Night of the Eagle), regia di Sidney Hayers (1962)
- Private Road, regia di Barney Platts-Mills (1971)
- Le figlie di Dracula (Twins of Evil), regia di John Hough (1971)
- Il cervello dei morti viventi (Nothing But the Night), regia di Peter Sasdy (1972)
- La rinuncia (The Abdication), regia di Anthony Harvey (1974)
- Il mistero del dinosauro scomparso (One of Our Dinosaurs Is Missing), regia di Robert Stevenson (1975)
- The Elephant Man, regia di David Lynch (1980)
- Emma, regia di Douglas McGrath (1996)
- I miserabili (Les misérables), regia di Bille August (1998)
- Salvate il soldato Ryan (Saving Private Ryan), regia di Steven Spielberg (1998)

### Televisione
- Portrait of a Marriage - miniserie TV (1990)
- L'ispettore Barnaby (Midsomer Murders) - serie TV, episodio 2x02 (1999)

## Doppiatrici italiane
- Tina Lattanzi in Narciso nero
- Clelia Bernacchi in La regina vergine
- Isa Bellini in Scala al paradiso (ridoppiaggio 1961)
- Miranda Bonansea in Salvate il soldato Ryan